# Slag bij Hampton Roads

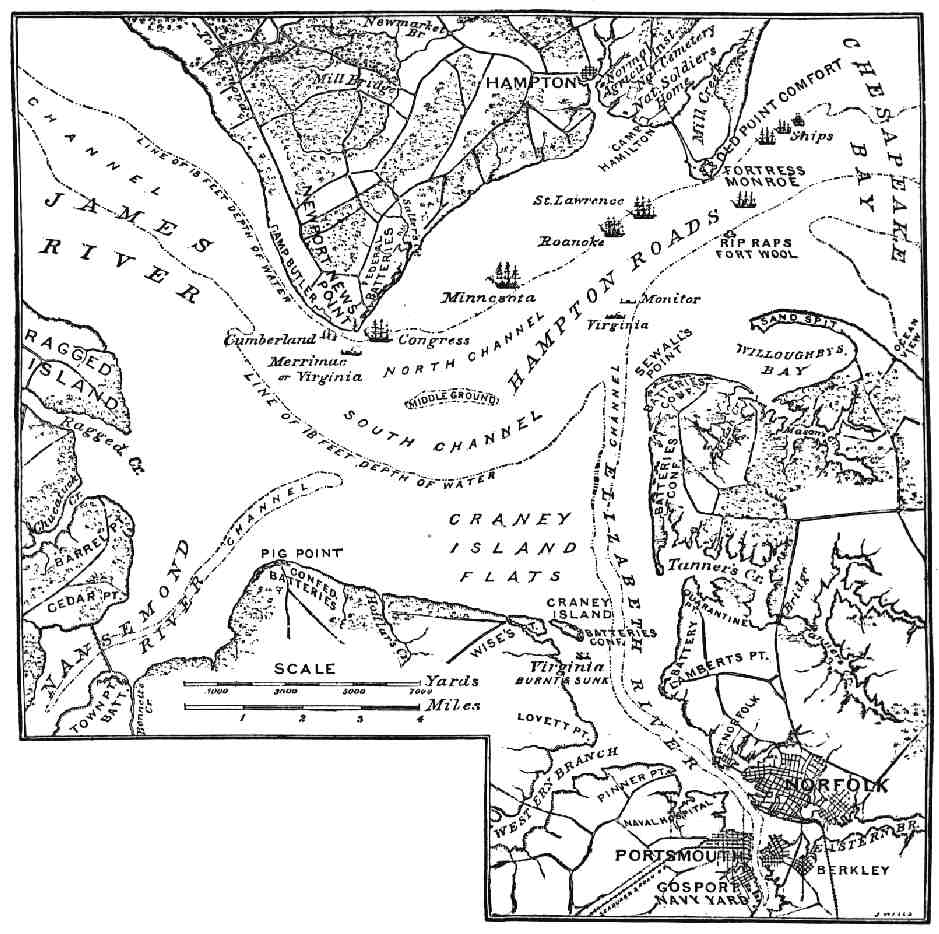
Situatiekaart van Hampton Roads ten tijde van de slag

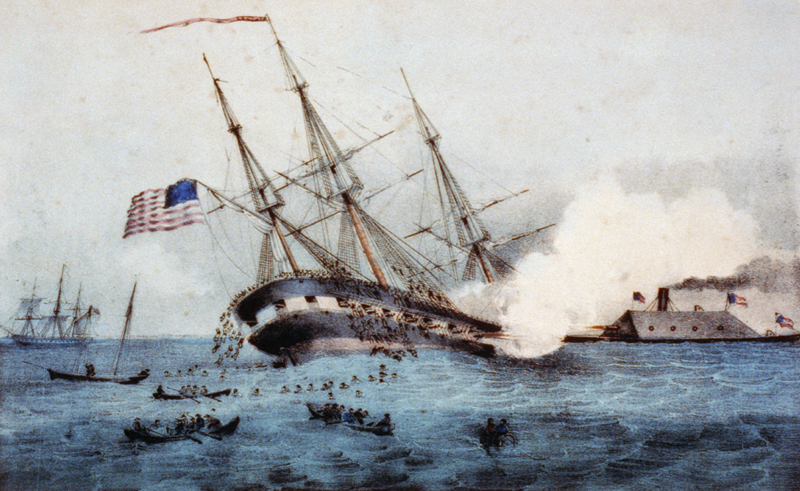
Schilderij van het moment dat de Cumberland wordt geramd door de Virginia.

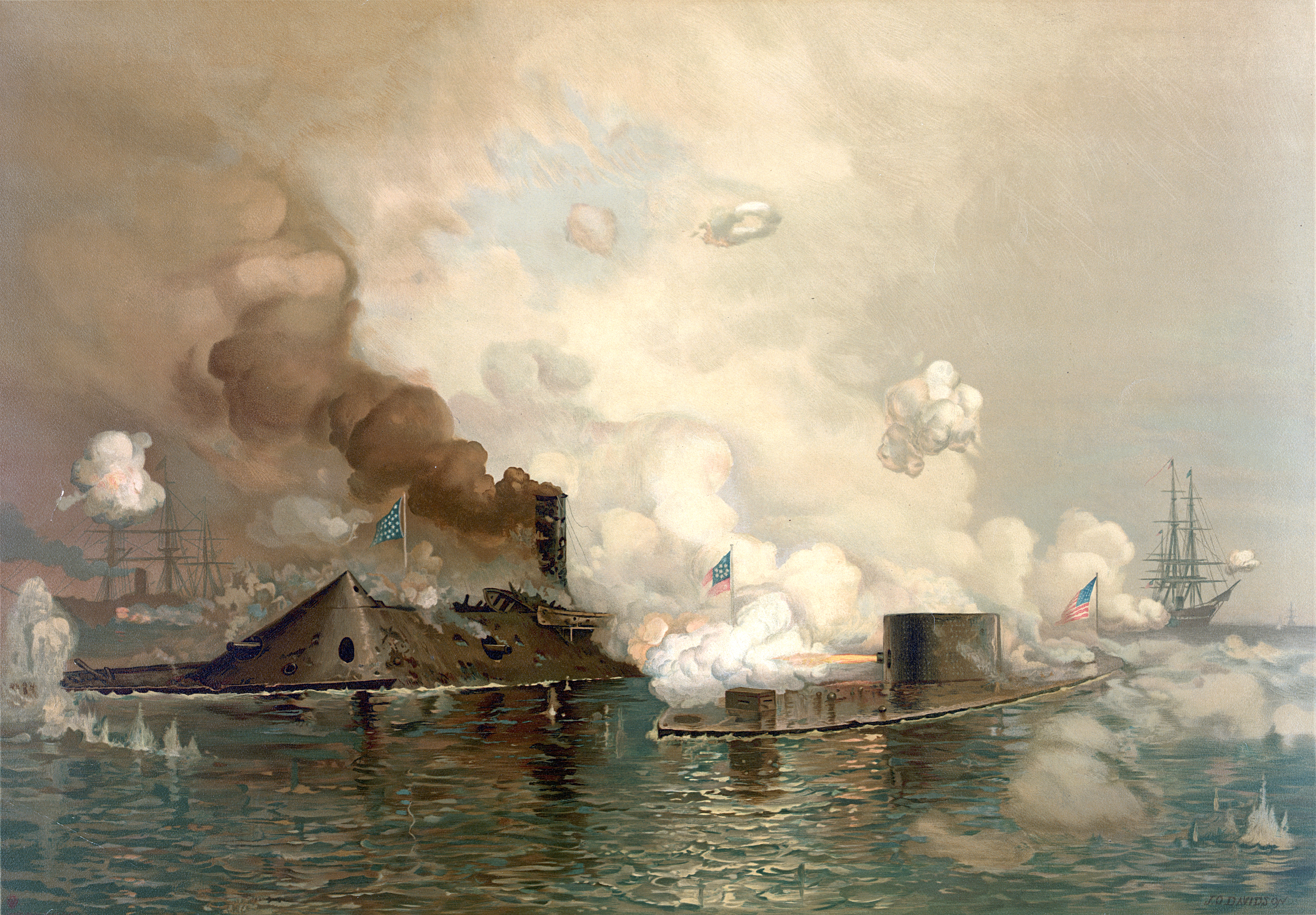
De strijd tussen CCS Virginia (links) en de USS Monitor (rechts)

De Slag bij Hampton Roads vond plaats op 9 maart 1862 tijdens de Amerikaanse Burgeroorlog. Het was de eerste zeeslag tussen gepantserde stoomschepen.
De dag voor het gevecht om Hampton Roads tussen de Monitor en de Virginia, had de Virginia, (dit was de nieuwe naam van het onafgewerkte schip dat op de Gosport Shipyard-scheepswerf door de zuidelijken werd buitgemaakt en herdoopt naar Virginia hoewel de noordelijken officieel de naam Merrimack bleven gebruiken) twee schepen van de Unie van de kaart geveegd, de USS Cumberland en de USS Congress en had het de USS Minnesota zwaar beschadigd.
Op de morgen van de negende, kwam de CSS Virginia terug om het karwei af te maken, toen opeens een 'kaasstolp op een vlot' naar hen toevoer.  Die 'kaasstolp' was de USS Monitor. De twee schepen draaiden langzaam rond elkaar en begonnen op elkaar te vuren om het vermoedelijk zwakste punt, de gaten voor de kanonnen, te raken.  De Monitor was veel sneller en vooral kleiner, maar ondervond problemen met de geschuttoren, die veel te zwaar was door de 9-inch dikke staalplaten. De stuurman in het kleine hutje vooraan had grote moeite met het doorgeven van orders aan de toren, omdat de slang al vroeg in het gevecht verstopt was.
De Virginia had al enkele keren het stuurmanshuis geraakt en had ook al de Monitor geramd. De Monitor had hierop niet snel gereageerd, omdat de kapitein door splinters blind was geworden. Ook het ventilatiesysteem was al geraakt. De bemanning van de Virgina kon drie en een half uur vechten niet uithouden, en de Virginia moest het strijdtoneel verlaten.

## Naslagwerken
- (en)  Reign of iron: the story of the first battling ironclads, the Monitor and the Merrimack. Auteur James Nelson. Uitgever: HarperCollins, New York, 2004, ISBN 0-06-052403-0
- (en)  C.S.S. Virginia, Mistress of Hampton Roads. Auteur: John V. Quarstein. Uitgever: Virginia Civil War Battles and Leaders Series; 2000. ISBN 1-56190-118-0